# 舍伍德莊園 (康乃狄克州)
舍伍德莊園（英語：Sherwood Manor）是位於美國康乃狄克州哈特福縣的一個人口普查指定地區。

## 地理
舍伍德莊園的座標為42°00′48″N 72°33′51″W / 42.01333°N 72.56417°W，而該地最高點為海拔高度43米（即140英尺）。

## 人口
根據2010年美國人口普查的數據，舍伍德莊園的面積為8.10平方千米，當中陸地面積為8.10平方千米，而水域面積為0.00平方千米。當地共有人口5410人，而人口密度為每平方千米667人。